# ユニス・マフムード
ユニス・マフムード（アラビア語: يونس محمود خلف, 英語: Younis Mahmoud Khalef, 1983年3月2日 - ）は、イラク出身の元サッカー選手。元イラク代表。ポジションはフォワード。ユニス・マハムードと表記される事もある。

## 来歴

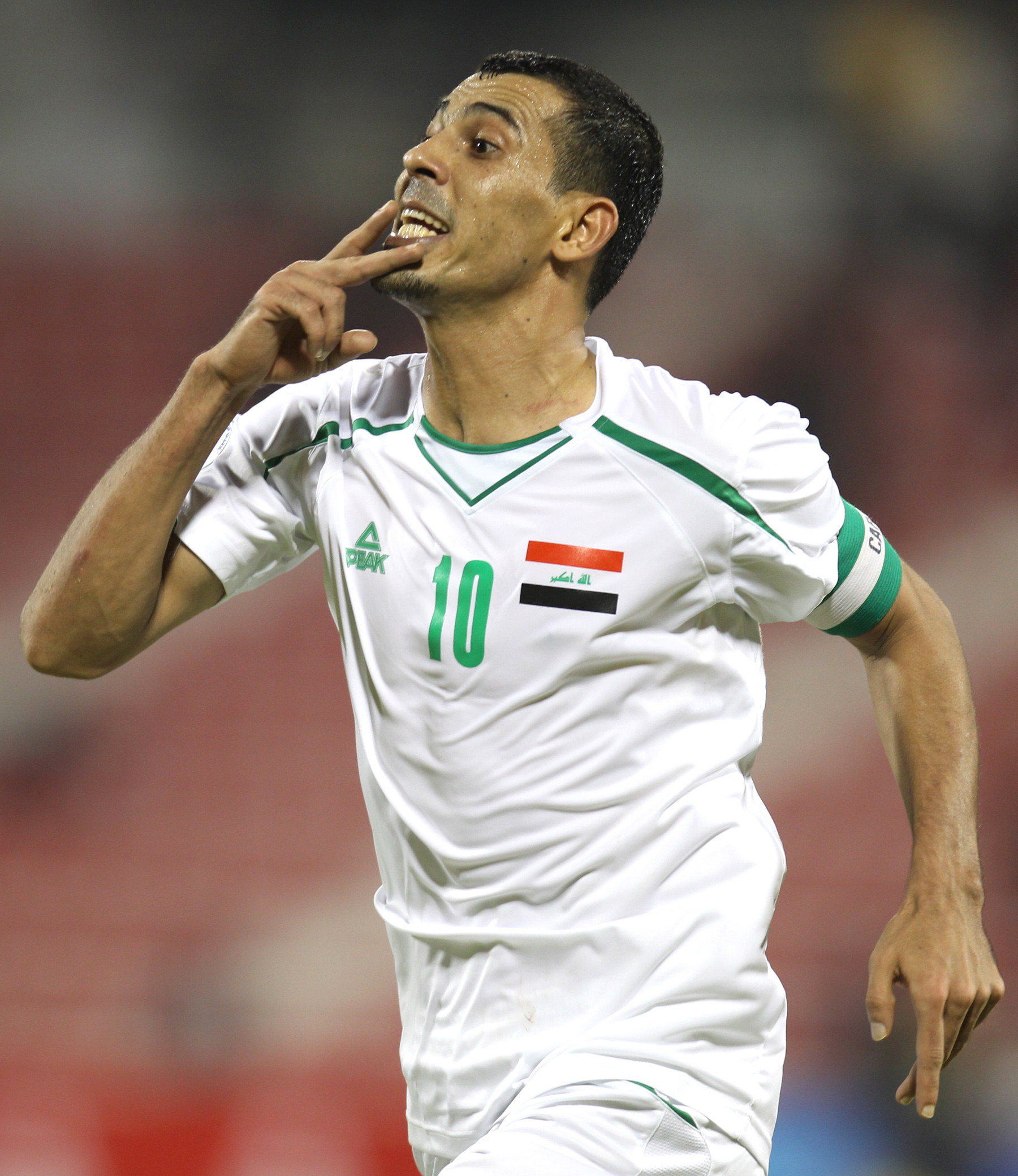
イラク代表でのマフムード (2011年)

イラクの黄金世代（2004年アテネ五輪4位）の背番号10。キャプテンを務めたアジアカップ2007では、高原直泰やヤセル・アル＝カフタニと並び4ゴールで得点王を獲得し、イラク初優勝の立役者としてMVPを受賞した。
これらの活躍もあり、2007年から対象をヨーロッパでプレーする選手から全世界でプレーする選手に広げたバロンドールの候補にも挙がり、2ポイント相当の4位票を1つ獲得し29位に入った。これはアジア人として初めて獲得したポイントであった。
また、ヨーロッパのサッカー専門メディア、Goal.com（ゴール・ドットコム）により「2000年代アジア・ベスト11」にも選定された。

## エピソード
- イラク人サッカー選手として、初の個人公式ウェブサイトを開設した。

## 代表歴
- 2004年 - AFCアジアカップ2004（ベスト8）
- 2004年 - アテネオリンピック（4位）
- 2007年 - AFCアジアカップ2007（優勝）

## タイトル
- 2005年 西アジア競技大会得点王
- 2006-07 カタールリーグ得点王
- 2007年 AFCアジアカップ大会MVP・得点王
- 2007年 アル・ガラファ年間最優秀選手
- 2007年 アルアハラム紙選定・アラブ年間最優秀選手
- 2007年 イラク年間最優秀選手
- 2007-08 カタールリーグ年間最優秀選手
- 2009-10 カタールリーグ得点王